# Bothriolepis
Bothriolepis foi um gênero de peixes placodermos muito abundantes que viveram durante o período Devoniano no mundo todo.

## Descrição

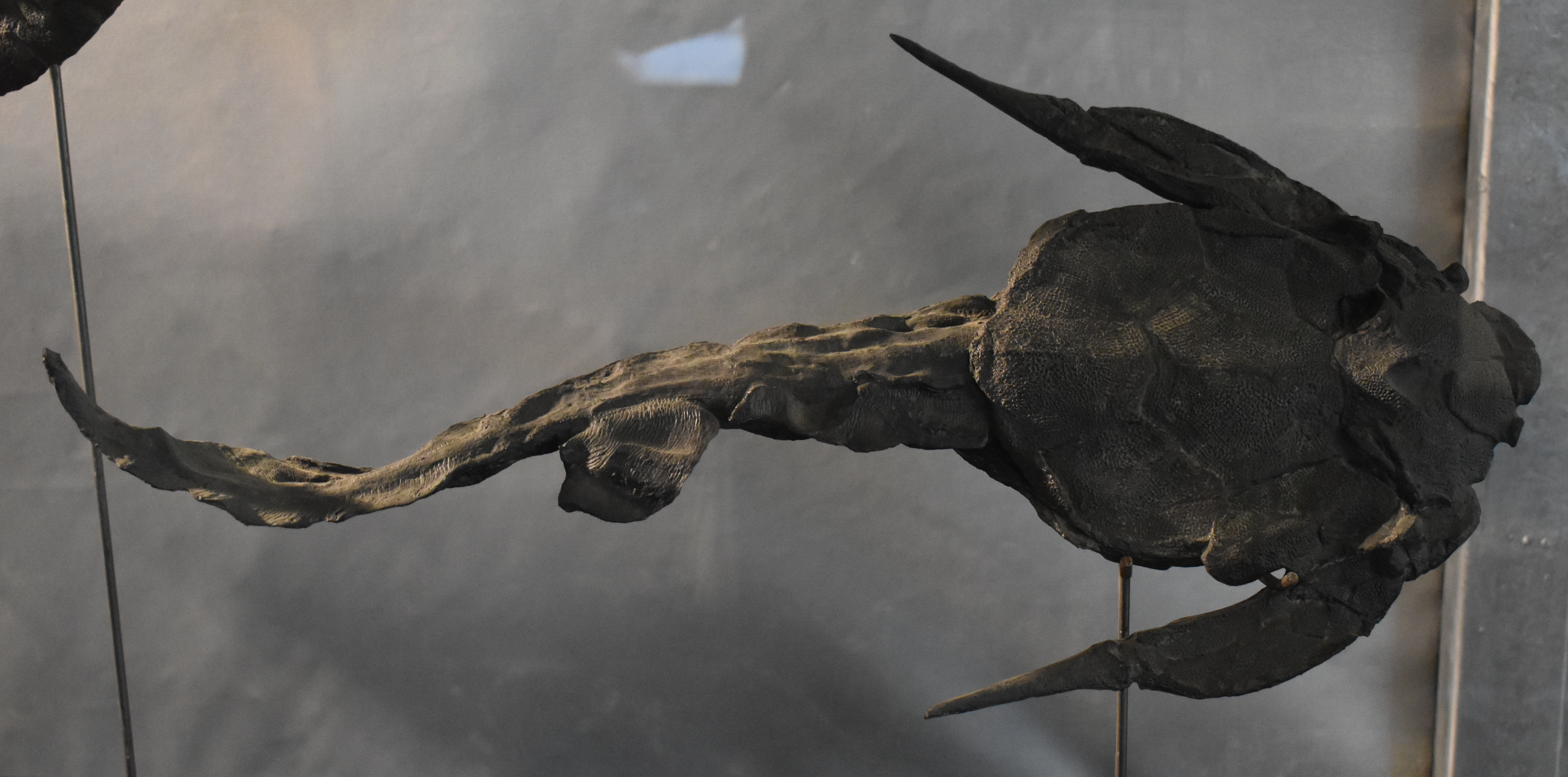
Fóssil de B. canadensis.

A grande maioria das espécies de Bothriolepis possuem ao máximo 30cm de comprimento, com a única exceção sendo B. rex, possuindo 1,70m de comprimento. Com sua pequena boca e dentes, é aceito que Bothriolepis não era um predador, e sim um animal filtrador, como as atuais Baleias. Os ossos do corpo de Bothriolepis eram muito bem desenvolvidos, permitindo melhor movimentação na água. O gênero Bothriolepis é um dos gêneros mais abundantes do Devoniano, tendo existido por 20 milhões de anos seguidos.

## Espécies
O gênero Bothriolepis possui muitas espécies, sendo elas:
B. alvesiensis Stensio, 1948
B. antarctica Woodward, 1921
B. canadensis Whiteaves, 1880
B. cellulosa Pander, 1846
B. ciecere Lyarskaia, 1974
B. cristata Traquair, 1895
B. curonica Gross, 1942
B. dorakarasugensis Moloshnikov, 2009
B. extensa Sergienko, 1961
B. favosa Agassiz, 1844
B. gigantea Traquair, 1844
B. groenlandica Heintz, 1930
B. hayi Miles, 1968
B. hicklingi Miles, 1968
B. jarviki Stensio, 1948
B. jeremijevi Rohon, 1900
B. kwangtungensis P'an, 1964
B. laverocklochensis Miles, 1968
B. leptocheira Traquair, 1893
B. lochangensis P'an, 1964
B. lohesti Leriche, 1931
B. maeandrina Hoffman, 1911
B. maxima Gross, 1933
B. nielseni Stensio, 1948
B. nitida Leidy, 1856
B. obesa Traquair, 1888
B. obrutschewi Gross, 1942
B. ornata Eichwald, 1840
B. panderi Lahusen, 1880
B. paradoxa Agassiz, 1845
B. pavariensis Lyarskaia, 1974
B. prima Gross, 1942
B. shaokuanensis Chang, 1963
B. siberica Obruchev, 1941
B. sinensis Chi, 1940
B. stevensoni Miles, 1968
B. taylori Miles, 1968
B. traquairi Bryant, 1924
B. tungseni Chang, 1965
B. turanica Obruchev, 1939
B. virginiensis Weems et al., 1981
B. wilsoni Miles, 1968
B. yunnanensis Liu, 1962
B. rex Downs, Daechhler, Garcia et Shubin, 2016